# El Centro
El Centro – miasto w Stanach Zjednoczonych, w stanie Kalifornia, w hrabstwie Imperial. Według spisu ludności przeprowadzonego przez United States Census Bureau w roku 2010, w El Centro mieszka 42 598 mieszkańców.